# California High-Speed Rail
Le California High-Speed Rail est un réseau de lignes à grande vitesse actuellement en construction en Californie, État de l'Ouest américain. L'ambition est de relier Gilroy (111 kilomètres au sud de San Francisco) à Palmdale (83 kilomètres au nord de Los Angeles) d'ici 2045.
À terme, il devrait relier San Diego, au sud, aux villes de San Francisco et Sacramento, situées au nord. Il s'agit d'un tracé unique desservant d'abord Los Angeles, Bakersfield et Fresno avant de se séparer en deux branches à hauteur de Merced, pour une longueur totale de plus de 1 100 kilomètres.
La California High-Speed Rail Authority (CHSRA) estime que 90 à 100 millions de passagers pourraient emprunter le réseau une fois sa réalisation terminée.
Le projet devrait coûter plus de 77,3 milliards de dollars.

## Historique

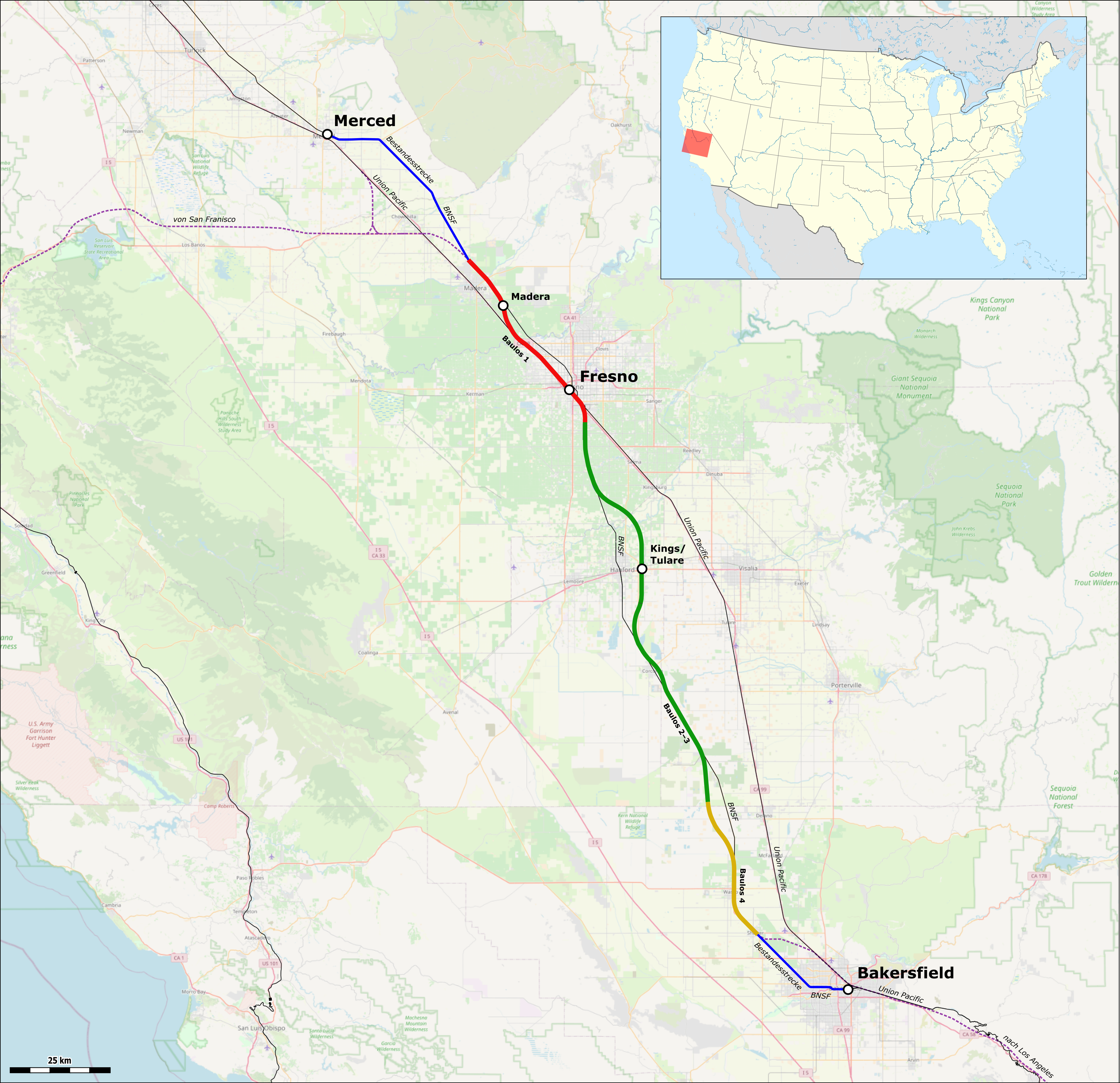
Carte du réseau de ligne à grande vitesse en Californie en mars 2021.

En 2012, le chantier est lancé après approbation du gouverneur démocrate Jerry Brown. Le réseau projette d'être exploité en une ligne unique.
En 2015, la construction commence après une cérémonie d'inauguration à Fresno. L'achèvement du premier segment d'exploitation entre la gare de San José Diridon et Bakersfield est prévu en 2029, et la première phase entre San Francisco et Anaheim devrait être achevée en 2033. Les extensions de la phase 2 à Sacramento et San Diego sont encore en cours de planification.
Le 12 février 2019, le gouverneur Gavin Newsom annonce que le segment de la vallée centrale allant de Bakersfield à Merced (177 kilomètres, soit 110 miles) serait terminé, mais que le reste du système serait reporté indéfiniment en raison des dépassements de coûts et des retards,. Le coût du segment Bakersfield à Merced est estimé en 2019 à 12 400 000 000 $,,, et à 35 300 000 000 $ en 2023.

## Dérives du projet
Pour le New York Times, les pressions politiques sont une cause importante des dérives du projet. Ainsi, la ligne passe à travers une chaîne de montagnes et le désert des Mojaves faisant partie de la circonscription électorale d'un homme politique puissant.